# Rio Torto e Lagarinhos
Rio Torto e Lagarinhos (llamada oficialmente União das Freguesias de Rio Torto e Lagarinhos) es una freguesia portuguesa del municipio de Gouveia, distrito de Guarda.

## Historia
Fue creada el 28 de enero de 2013 en aplicación de una resolución de la Asamblea de la República de Portugal promulgada el 16 de enero de 2013 con la unión de las freguesias de Lagarinhos y Rio Torto, pasando su sede a estar situada en la antigua freguesia de Rio Torto.

## Demografía
| Gráfica de evolución demográfica de Rio Torto e Lagarinhos entre 2011 y 2021 |
|                                                                              |
| Datos según el nomenclátor publicado por el INE portugués.                   |